# Tale e quale show
Tale e quale show es un programa de televisión italiano, emitido por el canal Rai 1, formato adaptado de la versión en español Tu cara me suena y presentado por Carlo Conti

## Temporadas
| Temporada | Programas | Estreno                  | Final                   | Ganador              | Audiencia media | Audiencia media | Audiencia media |
| Temporada | Programas | Estreno                  | Final                   | Ganador              | Espectadores    | Cuota           |                 |
| --------- | --------- | ------------------------ | ----------------------- | -------------------- | --------------- | --------------- | --------------- |
| 1         | 4         | 20 de abril de 2012      | 11 de mayo de 2012      | Serena Autieri       | 5 411 000       | 22,55%          |                 |
| 2         | 8         | 14 de septiembre de 2012 | 2 de noviembre de 2012  | Giò Di Tonno         | 5 437 000       | 22,34%          |                 |
| 3         | 9         | 13 de septiembre de 2013 | 13 de noviembre de 2013 | Attilio Fontana      | 5 757 000       | 24,82%          |                 |
| 4         | 8         | 12 de septiembre de 2014 | 7 de noviembre de 2014  | Serena Rossi         | 5 827 000       | 26,18%          |                 |
| 5         | 7         | 11 de septiembre de 2015 | 23 de octubre de 2015   | Francesco Cicchella  | 5 069 000       | 23,44%          |                 |
| 6         | 8         | 16 de septiembre de 2016 | 4 de noviembre de 2016  | Silvia Mezzanotte    | 4 940 000       | 22,91%          |                 |
| 7         | 8         | 22 de septiembre de 2017 | 11 de noviembre de 2017 | Marco Carta          | 4 496 000       | 21,80%          |                 |
| 8         | 7         | 14 de septiembre de 2018 | 26 de octubre de 2018   | Antonio Mezzancella  | 4 319 000       | 21,58%          |                 |
| 9         | 6         | 13 de septiembre de 2019 | 18 de octubre de 2019   | Agostino Penna       | 3 807 000       | 19,68%          |                 |
| 10        | 6         | 18 de septiembre de 2020 | 23 de octubre de 2020   | Pago                 | 3 904 000       | 18,87%          |                 |
| 11        | 8         | 17 de septiembre de 2021 | 7 de noviembre de 2021  | Gemelli di Guidonia  | 4 148 000       | 21,96%          |                 |
| 12        | 7         | 30 de septiembre de 2022 | 11 de noviembre de 2022 | 'Antonino Spadaccino | 3 930 000       | 23,95%          |                 |
| 13        | 7         | 22 de septiembre de 2023 | 3 de noviembre de 2023  |                      |                 |                 |                 |
| Total     |           | 2012                     |                         |                      |                 |                 |                 |

### Presentador
| Presentador | Profesión   | Duración           | Ediciones |
| ----------- | ----------- | ------------------ | --------- |
| Carlo Conti | Presentador | 2012 - Actualmente | (1-13)    |

### Jurado
Las actuaciones de los famosos concursantes son valoradas por un jurado profesional compuesto habitualmente por tres personas, que a veces se ve reforzado por los invitados del programa. En algunas apuestas hay un cuarto jurado especial
| Miembro del jurado   | Temporada | Temporada | Temporada | Temporada | Temporada | Temporada | Temporada | Temporada | Temporada | Temporada | Temporada | Temporada | Temporada |
| Miembro del jurado   | 1         | 2         | 3         | 4         | 5         | 6         | 7         | 8         | 9         | 10        | 11        | 12        | 13        |
| -------------------- | --------- | --------- | --------- | --------- | --------- | --------- | --------- | --------- | --------- | --------- | --------- | --------- | --------- |
| Loretta Goggi        |           |           |           |           |           |           |           |           |           |           |           |           |           |
| Christian De Sica    |           |           |           |           |           |           |           |           |           |           |           |           |           |
| Giorgio Panariello   |           |           |           |           |           |           |           |           |           |           |           |           |           |
| Vincenzo Salemme     |           |           |           |           |           |           |           |           |           |           |           |           |           |
| Cristiano Malgioglio |           |           |           |           |           |           |           |           |           |           |           |           |           |
| Gigi Proietti        |           |           |           |           |           |           |           |           |           |           |           |           |           |
| Claudio Amendola     |           |           |           |           |           |           |           |           |           |           |           |           |           |
| Claudio Lippi        |           |           |           |           |           |           |           |           |           |           |           |           |           |
| Enrico Montesano     |           |           |           |           |           |           |           |           |           |           |           |           |           |

## Audiencias
| Edición              | Fecha | Ganador             | Subcampeón         | Tercero           |
| -------------------- | ----- | ------------------- | ------------------ | ----------------- |
| Tale e quale show 1  | 2012  | Serena Autieri      | Enzo Decaro        | Gabriele Cirilli  |
| Tale e quale show 2  | 2012  | Giò Di Tonno        | Flavio Montrucchio | Pamela Camassa    |
| Tale e quale show 3  | 2013  | Attilio Fontana     | Kaspar Capparoni   | Amadeus           |
| Tale e quale show 4  | 2014  | Serena Rossi        | Valerio Scanu      | Matteo Becucci    |
| Tale e quale show 5  | 2015  | Francesco Cicchella | Massimo Lopez      | Giulia Luzi       |
| Tale e quale show 6  | 2016  | Silvia Mezzanotte   | Tullio Solenghi    | Davide Merlini    |
| Tale e quale show 7  | 2017  | Marco Carta         | Annalisa Minetti   | Filippo Bisciglia |
| Tale e quale show 8  | 2018  | Antonio Mezzancella | Alessandra Drusian | Roberta Bonanno   |
| Tale e quale show 9  | 2019  | Agostino Penna      | Francesco Monte    | Lidia Schillaci   |
| Tale e quale show 10 | 2020  | Pago                | Virginio           | Barbara Cola      |
| Tale e quale show 11 | 2021  | Gemelli di Guidonia | Francesca Alotta   | Deborah Johnson   |
| Tale e quale show 12 | 2022  | Antonino Spadaccino | Andrea Dianetti    | Gilles Rocca      |

| Edición             | Fecha | Cadena | Espectadores | Cuota de pantalla |
| ------------------- | ----- | ------ | ------------ | ----------------- |
| Tale e quale show 1 | 2012  | Rai 1  | 5.411.000    | 22,55%            |
| Tale e quale show 2 | 2012  | Rai 1  | 5.437.000    | 22,34%            |
| Tale e quale show 3 | 2013  | Rai 1  | 5.757.000    | 24,82%            |
| Tale e quale show 4 | 2014  | Rai 1  | 5.827.000    | 22,3%             |
| Tale e quale show 5 | 2015  | Rai 1  | 5.069.000    | 23,44%            |
| Tale e quale show 6 | 2016  | Rai 1  | 4.940.000    | 22,91%            |
| Tale e quale show 7 | 2017  | Rai 1  | 4.496.000    | 21,80%            |

## Premios
- 2013 - Premio TV - Premio regia televisiva categoria Top Ten
- 2013 - Premio TV - Premio regia televisiva categoria Trasmissione dell'anno
- 2014 - Premio TV - Premio regia televisiva categoria Top Ten
- 2015 - Premio TV - Premio regia televisiva categoria Top Ten
- 2015 - Premio TV - Premio regia televisiva categoria Trasmissione dell'anno

- Datos: Q28945291

- 2016 - Premio TV - Premio regia televisiva categoria Top Ten